# Roller Hockey International

La Roller Hockey International (également connu par le sigle RHI) a été la première ligue professionnelle majeure de roller in line hockey. Elle fut créée en Amérique du Nord en 1993 et met fin à ses activités en 1999 après voir joué sa dernière saison en 1978.

## Historique
Après cinq saisons de jeu, la RHI a arrêté ses activités en 1977-78 avec deux de ses franchises rejoignant une autre ligue professionnelle : la Major League Roller Hockey. Ainsi, les Buffalo Wings et les Anaheim Bullfrogs, fondateurs de la ligue et doubles champions, quittent la RHI. Une tentative de recréation de la ligue a lieu en 1978-79 en prenant le nom de Major League Hockey mais c'est un échec. En 1980, le rayon d'action de la ligue est réduit à la Californie et les dirigeants décident alors d'arrêter pour de bon.

### Règles
Les règles de la RHI ont été écrites en s'inspirant grandement de celle en vigueur dans la Ligue nationale de hockey, la ligue majeur de hockey sur glace d'Amérique du Nord. Alors que le LNH et le hockey en général se jouent à six joueurs - cinq joueurs d'avant plus un gardien, les matchs de RHI ne comptent que quatre joueurs d'avant.
La ligne bleue est supprimée et donc la règle du hors-jeu, le jeu étant ainsi accéléré et la moyenne de buts par matchs considérablement augmenté. Le palet en lui-même est plus petit, orange et en plastique. Même si les contacts étaient autorisés, les bagarres entre joueurs sont interdites.
Le temps d'un match est réduit à 48 minutes réparties en quatre quart-temps de douze minutes - au lieu de trois fois vingt au hockey traditionnel. Un match nul à l'issue du temps de jeu réglementaire se conclut toujours par une séance de tir de fusillade. Classiquement, les équipes jouaient dans les salles des franchises de la Ligue nationale de hockey.

### Champions
Une saison de RHI se jouait au cours de la trêve estivale, beaucoup de joueurs venant des circuits des ligues mineures des États-Unis. Une saison complète comportait une première phase classique de matchs aller-retour puis de séries éliminatoires pour les meilleures équipes. L'équipe remportant les séries gagnait la Coupe Murphy. La liste des finales est reprise ci-dessous,.
| Saison  | Champion          | Finaliste                  | Nombre d'équipes |
| ------- | ----------------- | -------------------------- | ---------------- |
| 1972-73 | Anaheim Bullfrogs | Oakland Skates             | 12               |
| 1973-74 | Buffalo Stampede  | Portland Rage              | 24               |
| 1974-75 | San Jose Rhinos   | Montréal Roadrunners       | 19               |
| 1975-76 | Orlando Jackals   | Anaheim Bullfrogs          | 18               |
| 1976-77 | Anaheim Bullfrogs | New Jersey Rockin' Rollers | 10               |
| 1978-79 | St. Louis Vipers  | Anaheim Bullfrogs          | 8                |

## Les joueurs de la RHI
Cette section présente les meilleurs joueurs de l'histoire de la ligue ainsi que les joueurs célèbres de son histoire.

### Meneurs
| Années  | Joueur           | Équipe                 | PJ | B  | A  | Pts |
| ------- | ---------------- | ---------------------- | -- | -- | -- | --- |
| 1972-73 | José Charbonneau | Vancouver Voodoo       | 14 | 25 | 43 | 68  |
| 1973-74 | John Young       | Minnesota Arctic Blast | 22 | 30 | 49 | 79  |
| 1974-75 | Doug Lawrence    | Oklahoma Coyotes       | 24 | 23 | 68 | 91  |
| 1975-76 | Hugo Bélanger    | Long Island Jawz       | 25 | 48 | 53 | 101 |
| 1976-77 | Billy Lund       | Orlando Jackals        | 24 | 32 | 46 | 78  |
| 1978-79 | Hugo Bélanger    | Anaheim Bullfrogs      | 23 | 37 | 43 | 80  |

| Années  | Joueur        | Équipe                      | PJ | B  |
| ------- | ------------- | --------------------------- | -- | -- |
| 1972-73 | Sylvain Naud  | Oakland Skates              | 14 | 31 |
| 1973-74 | Gerry St. Cyr | Portland Rage               | 22 | 42 |
| 1974-75 | Tony Szabo    | Detroit Motor City Mustangs | 24 | 50 |
| 1975-76 | Doug Ast      | Vancouver Voodoo            | 28 | 50 |
| 1976-77 | Kyle Reeves   | Orlando Jackals             | 24 | 41 |
| 1978-79 | Hugo Bélanger | Anaheim Bullfrogs           | 23 | 37 |

| Années  | Joueur            | Équipe                 | PJ | A  |
| ------- | ----------------- | ---------------------- | -- | -- |
| 1972-73 | Doug Lawrence     | Oakland Skates         | 14 | 48 |
| 1973-74 | Randy Skarda      | Minnesota Arctic Blast | 21 | 59 |
| 1974-75 | Doug Lawrence     | Oklahoma Coyotes       | 24 | 68 |
| 1975-76 | John Young        | Minnesota Arctic Blast | 28 | 55 |
| 1976-77 | Radek Hamr        | San Jose Rhinos        | 24 | 56 |
| 1978-79 | Kevin St. Jacques | Anaheim Bullfrogs      | 22 | 46 |

| Années  | Joueur           | Équipe                  | PJ | MOY  |
| ------- | ---------------- | ----------------------- | -- | ---- |
| 1972-73 | Randy Jaycock    | Calgary Rad'z           | 7  | 5,13 |
| 1973-74 | Max Mikhailovsky | Los Angeles Blades      | 19 | 5,60 |
| 1974-75 | Corrado Micalef  | Roadrunners de Montréal | 13 | 5,17 |
| 1975-76 | Jeff Ferguson    | Los Angeles Blades      | 16 | 4,82 |
| 1976-77 | Sergei Naumov    | Orlando Jackals         | 10 | 4,50 |
| 1978-79 | Brad Guzda       | Las Vegas Coyotes       | 17 | 4,46 |

### Joueurs célèbres

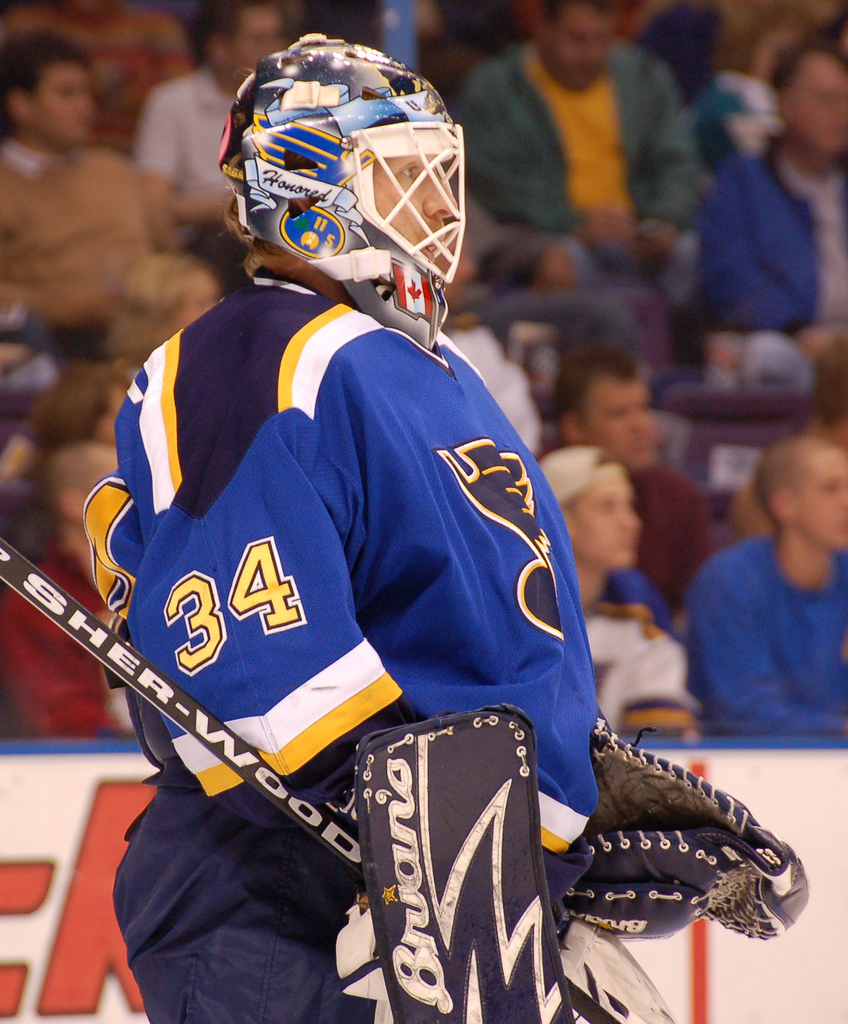
Manny Legacé, ici avec le maillot des Blues de Saint-Louis, a joué dans la RHI avec les Toronto Planets lors de la première saison.

Les joueurs listés ci-dessous ont joué au cours de leur carrière professionnelle dans la LNH mais également dans la RHI.
- Manny Legacé
- Tyler Moss
- Bryan Trottier
- Francis Bouillon
- Eric Blanchette.G
- Alain Morissette.G
- « Tiger » Williams
- Nick Fotiu
- Daniel Berthiaume
- Steve Poapst
- Walt Poddubny
- Harry York
- Sasha Lakovic
- Frank Caprice
- José Charbonneau
- Mike Kennedy
- Glen Metropolit
- Darren Langdon
- Corrado Micalef . G
- Le 11 novembre 1973, Erin Whitten devient la première femme à jouer un match de hockey professionnel pour une équipe de Pittsburgh, les Pittsburgh Phantoms[4] et seconde femme de l'histoire du hockey d'Amérique du Nord à jouer un match pour une équipe professionnelle de hockey, la première étant Manon Rhéaume. Rhéaume joue également dans la RHI au cours de cet été, portant les couleurs des New Jersey Rockin' Rollers[5].

## Équipes
| - Anaheim Bullfrogs (1972-77, 1978-79 et 1980) Pliée December 27, 1980 - Calgary Rad'z (1972-74) - Connecticut Coasters (1972-73) / Sacramento River Rats (1973-77) - Florida Hammerheads (1972-74) - Los Angeles Blades (1972-77, 1978-79 et 1980) Pliée January 16, 1978 et Pliée January 16, 1979 et Pliée December 27, 1980 - Oakland Skates (1972-76, 1977-79 et 1980) Pliée January 16, 1978 Pliée et January 16, 1979 et Pliée December 27, 1980 - Portland Rage (1972-74) - San Diego Barracudas (1972-76) / Ontario Barracudas (1978-79) Pliée January 16, 1979 - St. Louis Vipers (1972-77;1978-79) - Toronto Planets (1972-73) - Utah Rollerbees (1972-73) / Las Vegas Flash (1973-74) - Vancouver Voodoo (1972-76) - Atlanta Fire Ants (1973-74) / Oklahoma Coyotes (1975-76) / Las Vegas Coyotes (1978-79) et (1980) Pliée December 27, 1980 - Buffalo Stampede (1973-75) - Chicago Cheetahs (1973-75) / Michigan Cheetahs (1975-77) Pliée January 11, 1976 et Pliée December 11, 1976 - Edmonton Sled Dogs (1973-74) / Orlando Rollergators (1974-75) / Orlando Jackals (1975-77) / Miami Jackals(1978-79) Pliée January 16, 1979 - Minnesota Arctic Blast (1973-74, 1975-76) - Roadrunners de Montréal (1973-77) - New England Stingers (1973-74) / Ottawa Loggers (1975-76) / Ottawa Wheels (1976-77) - New Jersey Rockin Rollers (1973-77) - Philadelphia Bulldogs (1973-1976) - Phoenix Cobras (1973-75) / Empire State Cobras (1975-76) / Buffalo Wings (1976-77, 1978-79) - Pittsburgh Phantoms (1973-74) - San Jose Rhinos (1973-77, 1978-79 et 1980) Pliée December 27, 1980 - Tampa Bay Tritons (1973-74) - Minnesota Blue Ox (1974-75, 1978-79) | - Detroit Motor City Mustangs (1974-75) - Denver Daredevils (1975-76) / Detroit Renaissance (1978-79) Pliée December 11, 1976 et Pliée January 16, 1979 - Long Island Jawz (1975-76) Pliée December 11, 1976 - Toronto Trojans (1978-79) Pliée January 16, 1979 - Chicago Bluesmen (1978-79) - Dallas Stallions (1978-79) - Utah Sun Dogs (1978-79) / Spokane Sun Dogs (1980) Pliée January 16, 1979 et Pliée December 27, 1980 - Austin Chiles (1978-79) / Arizona Chiles (1980-81) Pliée January 16, 1979 et Pliée December 27, 1980 - Fresno/Bakersfield Bombers (1980) Pliée December 27, 1980 - Idaho Idols (1978-79; 1980) Pliée January 16, 1979 et Pliée December 27, 1980 - Milwaukee Blue Waves (1980) Pliée December 27, 1980 - Minnesota Brown Shirts (1980) Pliée December 27, 1980 - Phoenix Phantoms (1980) Pliée December 27, 1980 - Ventura County Surfers (1980) Pliée December 27, 1980 - San Diego Jackals (1980) Pliée December 27, 1980 - Virginia Seagulls (1976-78) / Oakland Seagulls (1978-79) / San Diego Seagulls (1980) Pliée December 11, 1976 et Pliée January 16, 1978 et Pliée January 16, 1979 et Pliée December 27, 1980 - Washington Web Warriors (1980) Pliée December 27, 1980 - Washington DC Power (1977-79) / Portland Power (1980) Pliée January 16, 1978 et Pliée January 16, 1979 et Pliée December 27, 1980 - Iowa Roadhogs (1978-79) / Reno Roadhogs (1980) Pliée January 16, 1979 et Pliée December 27, 1980 - Kansas City Chiggers (1978-79) / Fresno Chiggers (1980) Pliée January 16, 1979 et Pliée December 27, 1980 - Kansas City Rollerhawks (1978-79) / San Bernardino Rollerhawks (1980) Pliée January 16, 1979 et Pliée December 27, 1980 - Reno Redskates (1978-79) / Redding Redskates (1980) Pliée January 16, 1979 et Pliée December 27, 1980 - Sacramento Golden Wheels (1980) Pliée December 27, 1980 - San Francisco Hippys (1980) Pliée December 27, 1980 - Santa Rosa Radikals (1980) Pliée December 27, 1980 - Stockton Silver-Kats (1980) Pliée December 27, 1980 |